# Jumpning

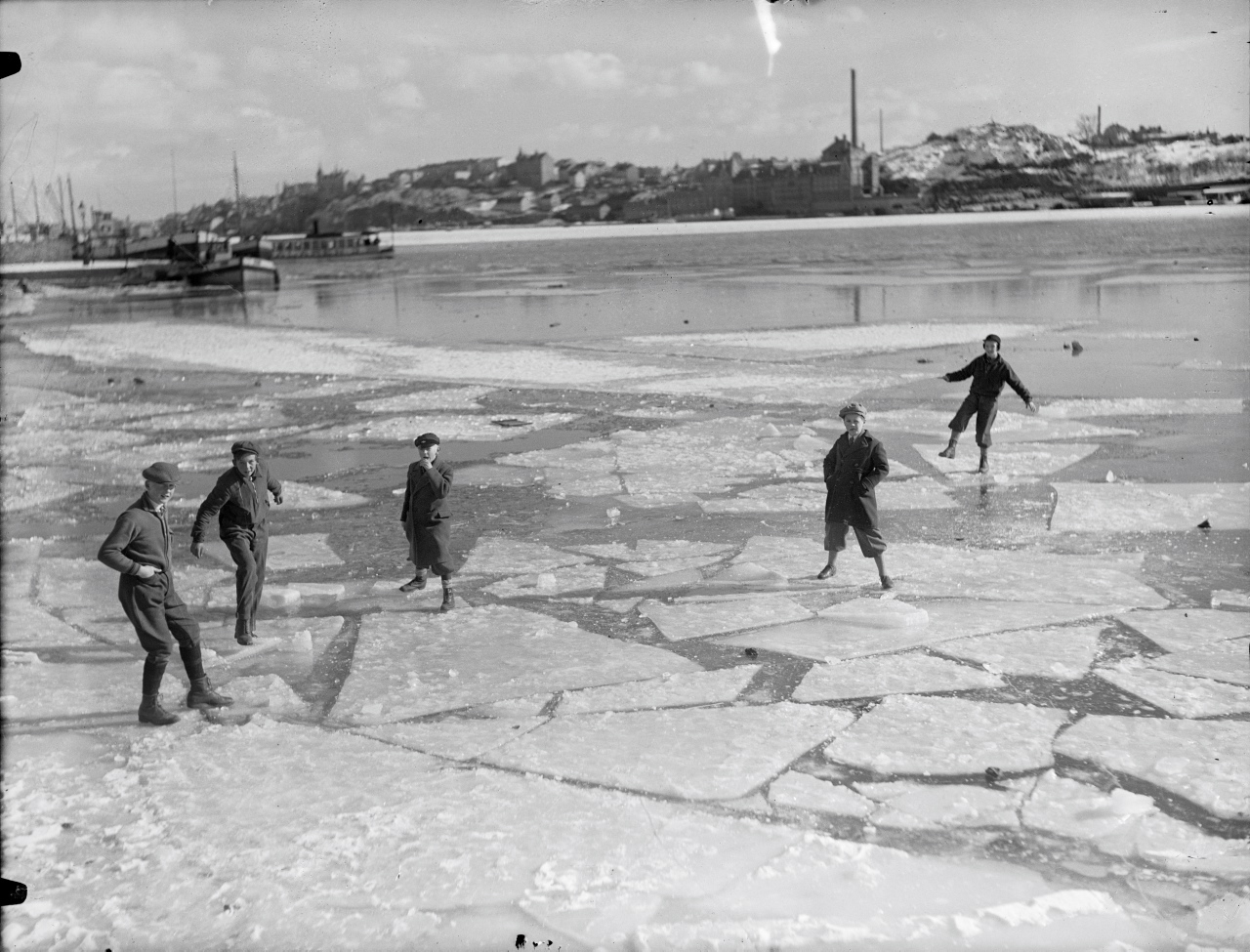
Pojkar jumpar på isflak på Riddarfjärden vid Norr Mälarstrand, 1930.

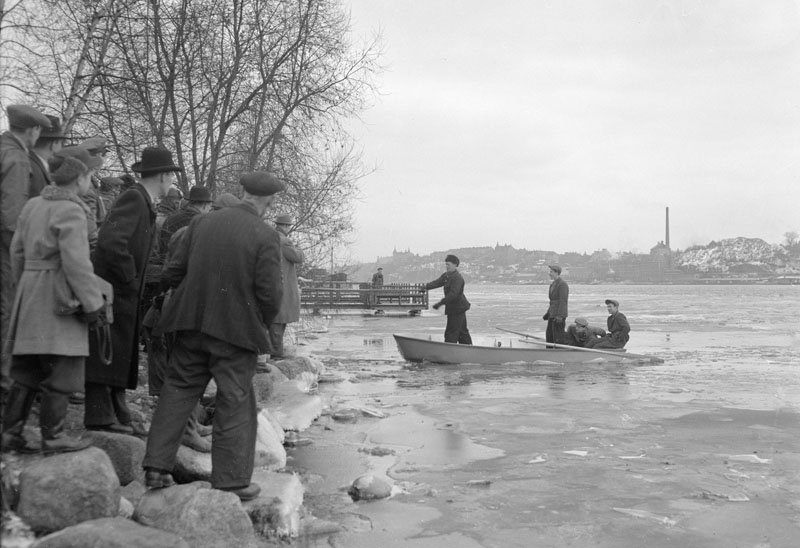
Tre pojkar som kommit för lång ut från stranden, räddas från ett isflak på Riddarfjärden den 2 februari 1950, och fotograf John Kjellström från Svenska Dagbladet finns på plats för att dokumentera.

Jumpning eller att jumpa (jompa, jåmpa, töjta, kapsa, lalla,) är ett farligt sätt ta ta sig fram över ett sönderbrutet istäcke genom att hoppa från isflak till isflak, samt ibland även flyta med isflaket en bit i ett strömt vattendrag. Jumpning var en populär lek bland barn och tonåringar fram till mitten av 1900-talet, trots föräldrars förmaningar om dess faror. I vissa fall var jumpning ett sätt att ta sig fram mellan holmar i en skärgård vintertid.

## Bilder

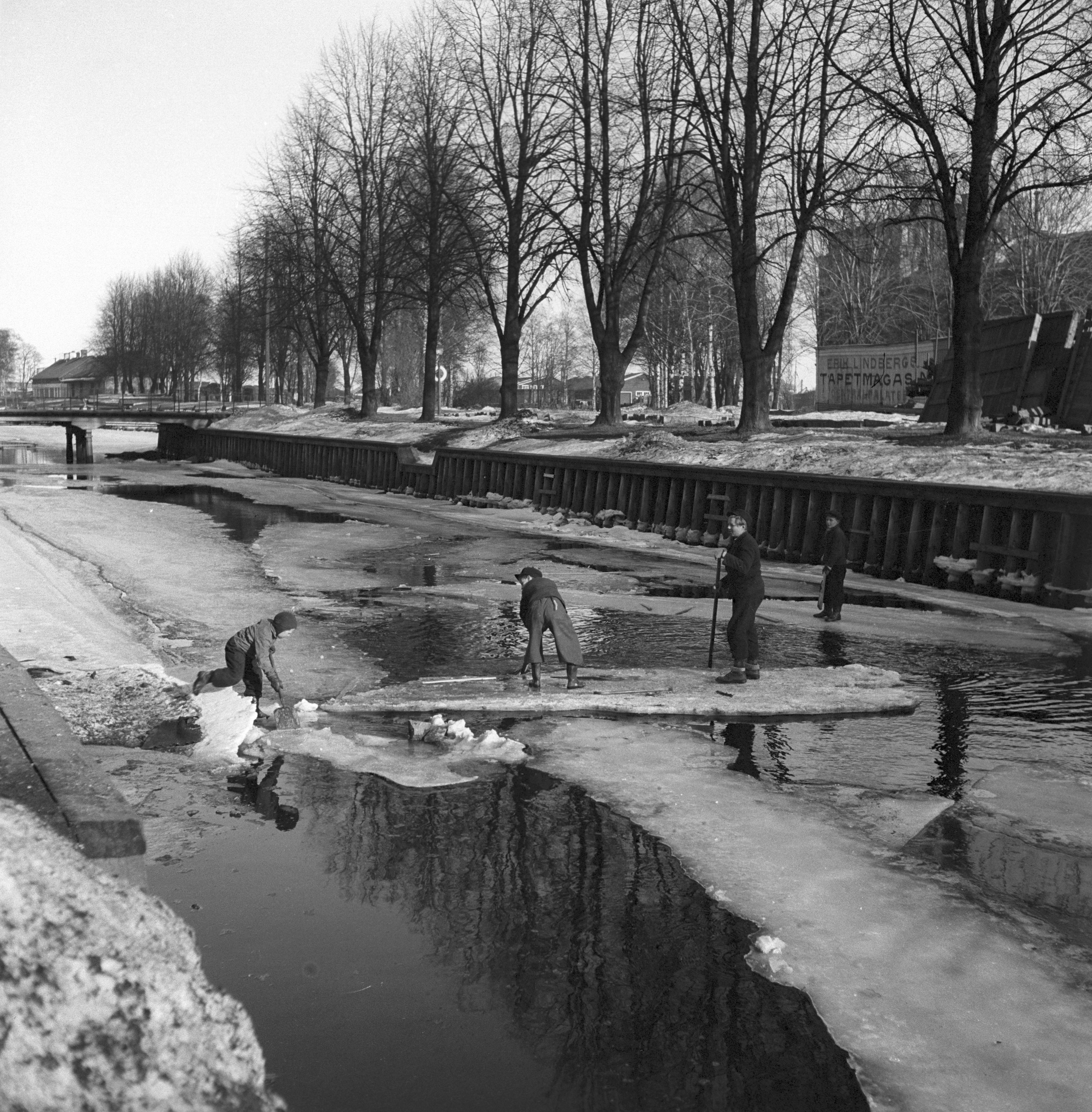
Pojkar jumpar på isflak i Lillån, Gävle, mars 1945.
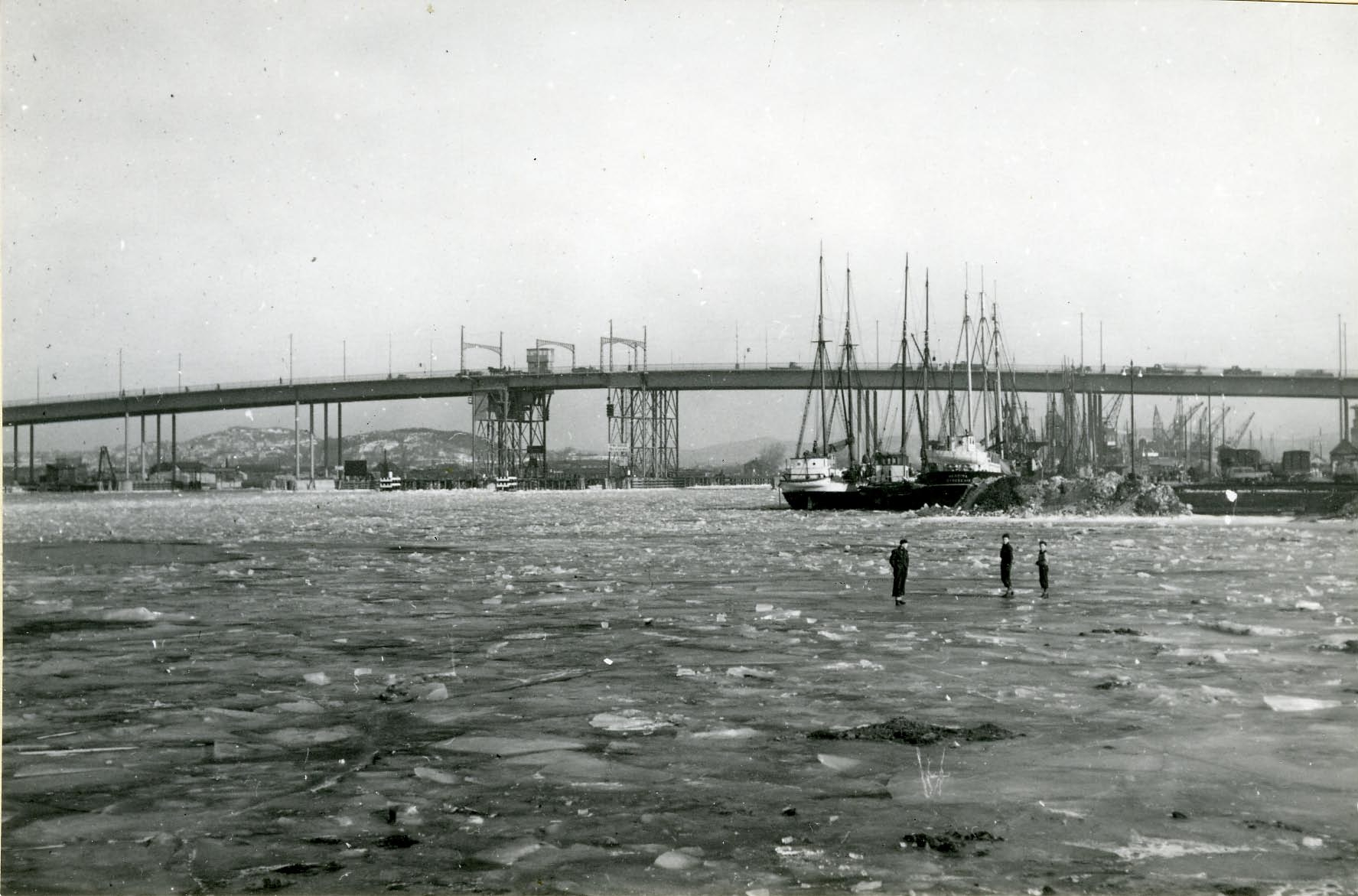
Tre pojkar jumpar på Göta älvs is vid Lilla Bommen med Götaälvbron i bakgrunden, 1940.